# Fuckr med dn hjerne
Fuckr med dn hjerne er en dansk underholdnings- og fakta-serie på 8 afsnit, der første gang blev sendt onsdag den 21. august 2013, på DR3 med illusioner, tankeeksperimenter og psykologiske forsøg med værten og illusionisten Jan Hellesøe.
På grund af nogle af de største seertal på DR3 i 2013, blev serien forlænget. Sæson 2 begyndte 5. marts 2014 på DR3 med 10 afsnit. Første december 2014 blev live-programmet "Fuckr med døden" sendt, efterfulgt af DR3-julekalenderen "Fuckr med dn jul" med et dagligt december-afsnit.

## Priser
- 2014 – Vinder af Zulu Awards for "Årets originale TV-program".[5]
- 2014 – Vinder af TV Prisen for "Årets nyskabelse - Underholdning".[6]
- 2014 – Vinder af TV Prisen for "Bedste Foto".[6]